# America (Galeffi)
America è un singolo del cantante italiano Galeffi, secondo estratto dall'album Settebello e pubblicato il 12 dicembre 2019 per l'etichetta Maciste Dischi/Polydor/Universal Music, prodotto dai Mamakass.

## Video musicale
Il videoclip del brano è stato pubblicato il 16 dicembre 2019 sul canale YouTube di Maciste Dischi, e vede la partecipazione dell'attrice Lucrezia Bertini.

## Tracce
1. America – 3:24 (testo: Marco Cantagalli – musica: Marco Cantagalli, Fabio Dalè, Carlo Frigerio, Matteo Cantagalli)